# Kransburg

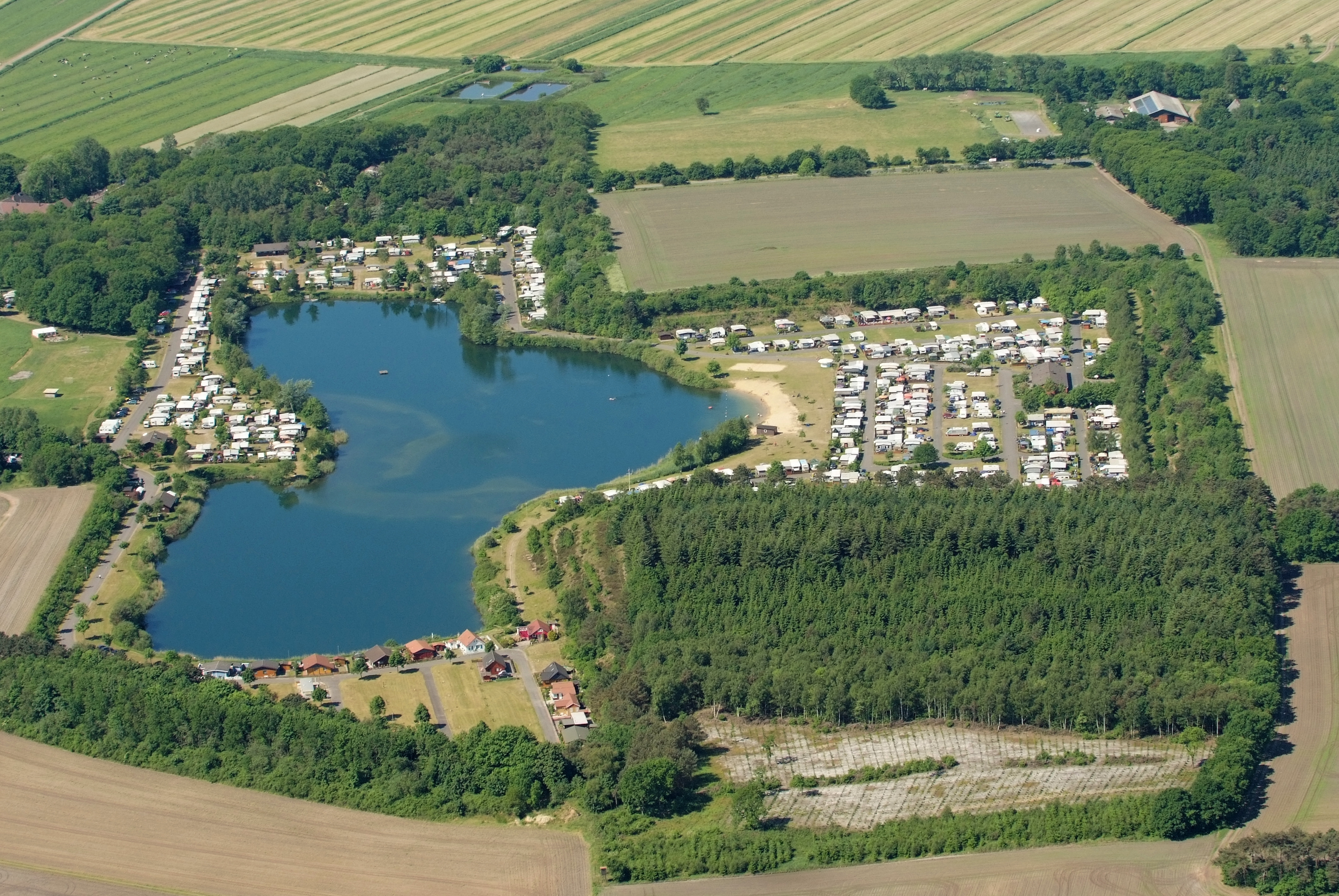
Kransburger See aus der Luft (Mai 2012)

Kransburg (niederdeutsch Kraansborg) ist ein Ortsteil in der Gemeinde Wurster Nordseeküste im niedersächsischen Landkreis Cuxhaven.

## Geografie

### Lage
Kransburg liegt am Rand von der Geest zur Marsch an der Landesstraße 135, die im Norden nach Midlum, Altenwalde und Cuxhaven verläuft. In südlicher Richtung verläuft die Landesstraße 135 nach Sievern, Langen und Bremerhaven. Eine kleinere Straße gibt es sonst noch nach Krempel im Osten. Zwei Kilometer ostwärts verläuft die Bundesautobahn 27 an Kransburg entlang, die nächste Auffahrt ist aber erst die Auffahrt 4 bei Neuenwalde, die sechs Kilometer entfernt ist. Der nächstgelegene Bahnhof ist in Dorum, der die Verbindung nach Bremerhaven und Cuxhaven ermöglicht.

### Nachbarorte
| Cappel | Midlum                                      | Wanhöden   |
| Dorum  | Kompassrose, die auf Nachbargemeinden zeigt | Krempel    |
|        | Holßel                                      | Neuenwalde |

## Geschichte
Der Name ist eine Umwandlung vom früheren „Kranichsburg“.
Bei Kransburg auf der Geest hat auch die Hollburg gestanden, die den Edelleuten „von Diepholz“ gehört hat. Der Ort bestand im Jahre 1824 aus drei, später aus vier Höfen. Elektrischen Strom hat Kransburg 1930 bekommen. 1939 hat die Wehrmacht bei Kransburg ostwärts vom Kransburger See einen Scheinflugplatz angelegt, der Angreifer vom Flugplatz Nordholz ablenken sollte. Die Alliierten haben dann im Zweiten Weltkrieg auch öfter Bomben auf diesen Scheinflugplatz geworfen.
Bis zum 31. Dezember 2014 gehörte Kransburg zur Gemeinde Midlum in der Samtgemeinde Land Wursten.
Zum 1. Januar 2015 bildeten die Samtgemeinde Land Wursten und die Gemeinde Nordholz die neue Gemeinde Wurster Nordseeküste im Landkreis Cuxhaven.

## Religion
Kransburg ist evangelisch-lutherisch geprägt und gehört zum Kirchspiel Midlum. Früher gehörte es zum Kirchenbereich Neuenwalde.
Für die Katholiken ist die Zwölf-Apostel-Kirche in Altenwalde zuständig, die seit 2008 zu der Kirchengemeinde St. Marien in Cuxhaven gehört.

## Sagen und Legenden
- Die Kranichsburg (auch: Die Holleburg) und ihre Zwerge[3][4]
- Seegrund und Schiffshöhe[5]